# Hadena plumasata
Hadena plumasata là một loài bướm đêm trong họ Noctuidae.